# İstiqlal-Orden
Der İstiqlal-Orden (aserbaidschanisch: “İstiqlal” ordeni, auf Deutsch: Orden der Unabhängigkeit oder Unabhängigkeitsorden) ist ein Orden der Republik Aserbaidschan. Bei seiner Einführung 1993 war er der höchste von vier Orden der Republik Aserbaidschan; seit 2005 ist er der zweithöchste von zehn Orden der Republik.

## Geschichte
Am 10. November 1992 bestätigte die Nationalversammlung Aserbaidschans das Dekret Nr. 370 des zweiten aserbaidschanischen Präsidenten Əbülfəz Elçibəy über „die Einrichtung von Orden und Medaillen der Republik Aserbaidschan“ (Azərbaycan Respublikasının orden və medallarının təsis edilməsi haqqında) mit den anfänglichen vier Orden İstiqlal, Şah İsmayıl, Azərbaycan Bayrağı und Şöhrət. Mit dem Dekret Nr. 754 des dritten aserbaidschanischen Präsidenten Heydər Əliyev vom 6. Dezember 1993 über die „Genehmigung des Statuts und der Beschreibung des İstiqlal-Ordens der Republik Aserbaidschan“ (Azərbaycan Respublikasının “İstiqlal” ordeninin statutunun və təsvirinin təsdiq edilməsi haqqında) wurde der Orden offiziell gestiftet.
Die erste Überarbeitung erhielt der İstiqlal-Orden am 6. Februar 1998 durch das Änderungsdekret Nr. 429-IQD. 2005 wurde der Heydər-Əliyev-Orden gestiftet und zum höchsten Orden der Republik Aserbaidschan erklärt. An der Tragweise des İstiqlal-Ordens änderte sich nichts, da der Heydər-Əliyev-Orden an der linken Brustseite nach allen anderen Orden und Medaillen der Republik Aserbaidschan oder an der Ordenskette um den Hals getragen wird. Mit dem Dekret Nr. 722-IVQD vom 30. September 2013 erhielt der İstiqlal-Orden zum zweiten Mal eine Überarbeitung.

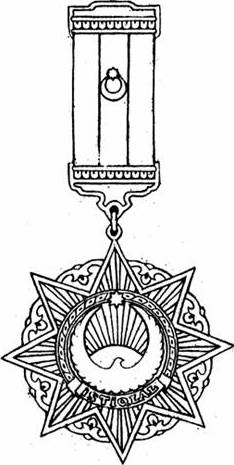
1993 bis 1998
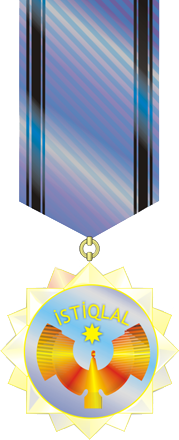
1998 bis 2013
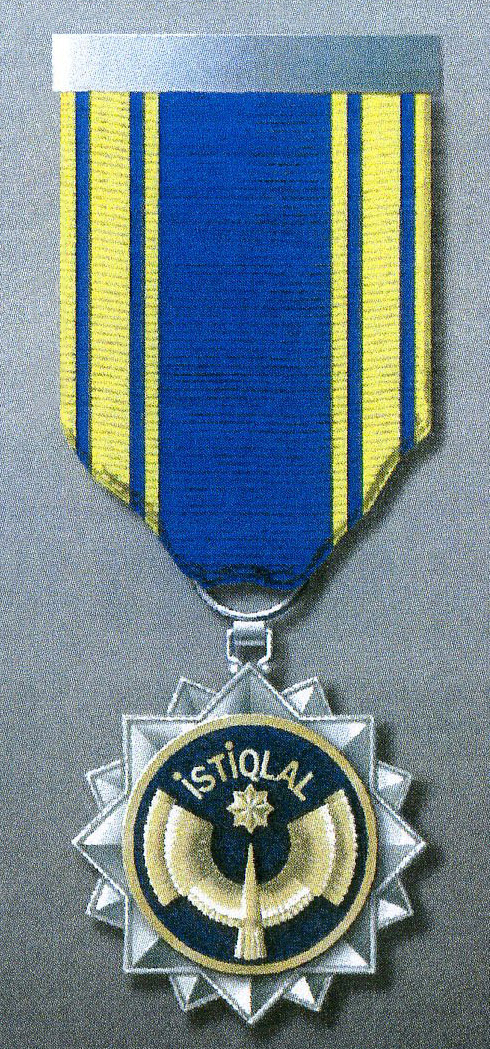
Seit 2013

## Verleihungskriterien und Tragweise
„1. Der ‚İstiqlal‘-Orden der Republik Aserbaidschan wird den Bürgern Aserbaidschans verliehen:
für einen außergewöhnlichen Beitrag zur nationalen Unabhängigkeitsbewegung der Republik Aserbaidschan;
für einen hervorragenden Dienst für den Staat und die Bevölkerung der Republik Aserbaidschan;
für einen besonderen Beitrag zur Eigenstaatlichkeit der Republik Aserbaidschan.
2. Der ‚İstiqlal‘-Orden wird auf der linken Seite der Brust und in Anwesenheit anderer Orden und Medaillen der Aserbaidschanischen Republik vor diesen getragen.“

## Träger
Für eine Übersicht der Träger mit einem Artikel in der deutschsprachigen Wikipedia siehe die Kategorie:Träger des İstiqlal-Ordens.